# Stanley Dance
Stanley Dance (* 15. September 1910 in Braintree, Essex; † 23. Februar 1999 in Escondido, Kalifornien) war ein britisch-US-amerikanischer Musikkritiker und Verfasser von Biographien über Jazzmusiker.

## Leben und Wirken
Stanley Dance begann in dem französischen Magazin Jazz Hot im Jahr 1935 Artikel über Jazz zu schreiben. 1937 kam er nach New York und besuchte die dortige Jazzszene. Dort traf er auch die Produzentin und Journalistin Helen Oakley, die er 1947 in England heiratete. Nachdem Dance seine Anteile an seinen ererbten Familiengeschäften (u. a. Tabakhandel) verkauft hatte, zog er 1959 mit seiner Frau nach Connecticut, wo er sich ganz dem Jazz widmete und u. a. Neuausgaben von Swing-Musik für Decca organisierte. Von 1948 bis zu seinem Tod schrieb er für das Jazz Journal und außerdem für Down Beat, Saturday Review, Music Journal, Melody Maker u. a. In den 1950er Jahren war er maßgeblich an der Formulierung des Begriffs Mainstream Jazz beteiligt, um damit die Musikszene zwischen den Dixieland-Traditionalisten und dem Bebop bzw. Modern Jazz zu beschreiben. 1964 sorgte er für die Wiederentdeckung von Earl Hines, dessen Manager er lange Jahre war. Dance war mit Duke Ellington befreundet und assistierte ihm bei der Zusammenstellung seiner Biographie „Music is my Mistress“, während er ihn auf seinen Welttourneen begleitete. Für das Buch „Duke Ellington in Person“, das er mit Mercer Ellington verfasste, erhielt er 1979 den ASCAP Deems Taylor Award.
Für unzählige Plattencover schrieb Dance die Liner Notes, wie für Alben von Duke Ellington und Count Basie. Dafür gewann er als Co-Autor 1964 den Grammy Award für den besten Text für das Album „The Ellington Era“. 1999 wurde er mit der Aufnahme in die „Big Band and Jazz Hall of Fame“ geehrt. Postum erhielt er den „Lifetime Achievement Award“ der US-amerikanischen Jazz Journalist Association.
Umstritten ist Stanley Dance für seine Ansichten zum Bebop und zu den nachfolgenden Innovationen im Jazz. Sein Ansehen in der Jazzszene erreichte er als „Chronist des Swing“ und als kompetenter Verfasser von Biographien über Jazzgrößen wie Duke Ellington, Count Basie und Earl Hines sowie zur Swing-Musik (zuerst bei Scribners in New York).

## Auswahlbibliographie
- Jazz Era the Forties (The Roots of Jazz) (Da Capo Press, 1961) ISBN 0-306-76191-2
- The World of Count Basie (Da Capo Press, 1985) ISBN 0-306-80245-7
- The World of Duke Ellington (Da Capo Press) ISBN 0-306-81015-8
- The World of Earl Hines, Scribners 1977, Da Capo Paperback, March 1983, ISBN 0-306-80182-5[1]
- The World of Swing: An Oral History of Big Band Jazz. With introduction by Dan Morgenstern (Da Capo Press; Diane Publishing Company re-edition 2003) ISBN 0-7567-6672-9
- The Night People – The Jazz Life of Dicky Wells, Crescendo 1971, Smithsonian 1991 (Oral History)